# Henrik Bennetter
Ulf Henrik Johan Bennetter, född 29 december 1970 i Danderyds församling, är en svensk TV-programledare och programpresentatör.
Bennetter medverkade i det då engelskspråkiga Bandit Radio som discjockey under sitt alias "Hank the rock n' roll rookie". Han var en av de första programledarna för SVT:s Musikbyrån som startade 1996. Bennetter var programpresentatör i SVT under 12 år, innan han 2010 istället började arbeta som projektledare för dubbning av barnprogram på SVT programinköp, sedermera SVT International.